# Яушев, Абдулвали Ахметжанович
Абдулвали Ахметжанович Яушев (тат. Габдәлвәли Әхмәтҗан улы Яушев, 12 марта 1840 — 13 сентября 1906) — татарский предприниматель, общественный деятель и меценат, представитель купеческой династии Яушевых.
Родился в городе Троицке Оренбургской губернии в семье Ахметжана Яушева, купца первой гильдии. После смерти отца в 1875 г. Абдулвали Яушев вместе с братьями Мухаметсадыком, Мухамметшарифом и Муллагали перенял семейное дело, объединил семейные предприятия в «Торговый дом под фирмою Абдулвали Ахметьяновича Яушева с братьями»..

## Предпринимательство

### Торговля
Фирма Яушевых занималась торговлей различной сельскохозяйственной и промышленной продукцией (шерстью, мехами, кожами, зерном, мукой, чаем и сахаром, а также мануфактурными, табачными, бакалейными и прочими товарами).
Торговля осуществлялась через разветвленную сеть из более чем 20 собственных оптово-розничных магазинов, а также на крупнейших ярмарках Российской империи, в том числе Нижегородской и Ирбитской.
Оборот Торгового дома братьев Яушевых в 1895 году только по продаже тканей составил 4,3 миллиона рублей. Из этой суммы 1,5 миллиона рублей приходилось на ташкентское отделение.

### Собственное производство
Часть товаров производилась Яушевыми на собственных промышленных предприятиях.
От отца к ним перешли кожевенный и мыловаренный заводы в Троицке. Также братья Яушевы приобрели в Троицке небольшую бойню и салотопню, чаеразвесочную фабрику, завели шерстомойные заведения в Троицке и Токмаке Семиреченской области.
В 1891 году Яушевы открыли в Троицке крупную паровую мельницу, в 1893 году построили еще одну мукомольно-корьемольную мельницу вблизи станицы Ключевской Троицкого уезда, которая обеспечивала кожевенный завод дубильными веществами и выполняла частные заказы на помолку зерна.
Предприниматели также развивали переработку сельскохозяйственного сырья в Средней Азии. В окрестностях Ташкента они разбили хлопковые плантации, а в 1888 году построили заводы по очистке сырца в местечке Алимкент Ташкентского уезда и в местечке Кинсай, при железнодорожной станции Келес.

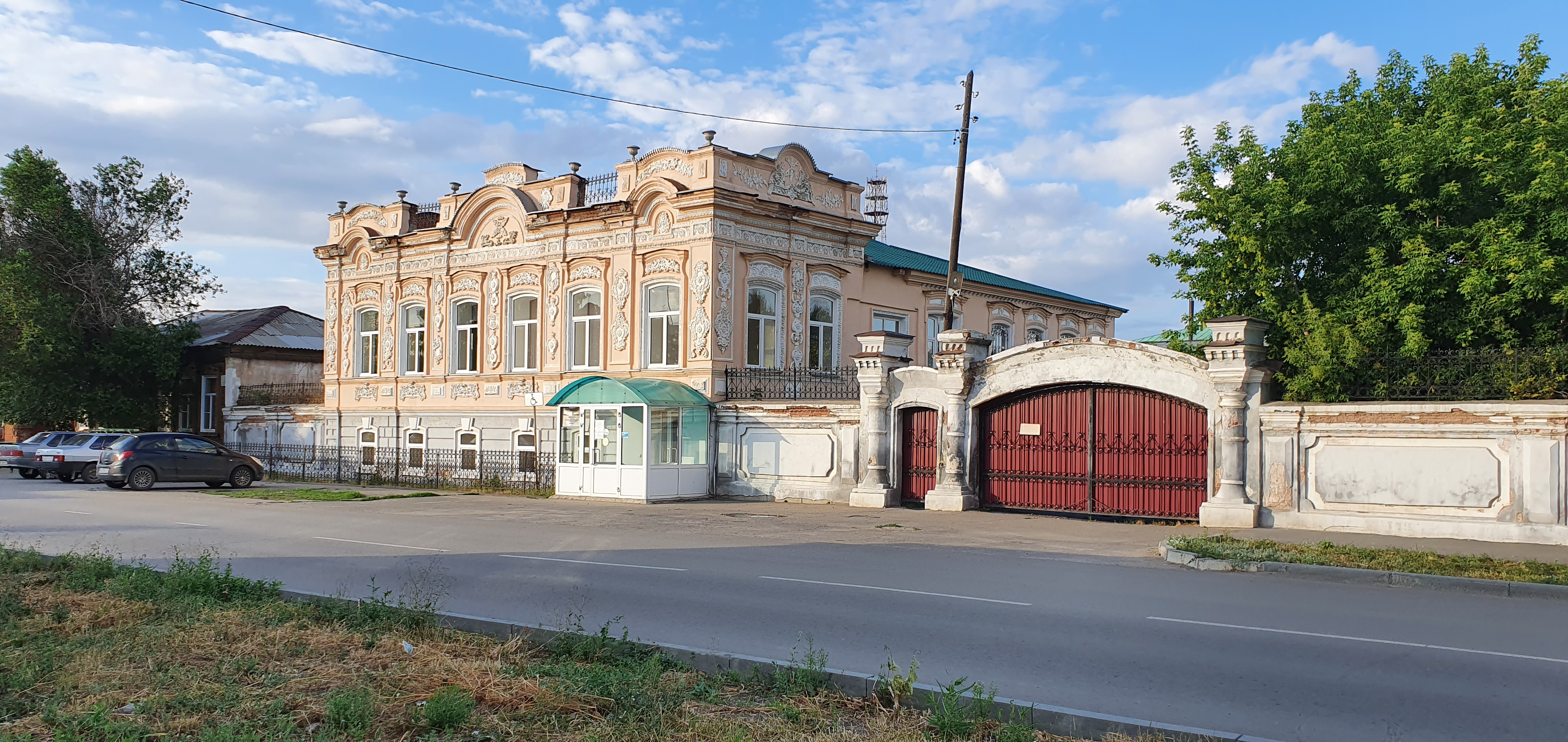
Дом в Троицке, построенный Абдулвали Яушевым для одной из жён

### География фирмы Яушевых в конце XIX в.
- Троицк (головная контора)

Отделения:
- Челябинск,
- пос. Кочкарский Оренбургской губернии,
- Кустанай Тургайской области,
- Ташкент
- Аулие-ата
- Токмак Семиреченской области
- На семи прилинейных и внутренних степных ярмарках: Звериноголовской, Карачельской, Николаевской, Тукманской, Тургайской, Усть-Уйской и Чумлякской, а также в китайском городе Кульджа.

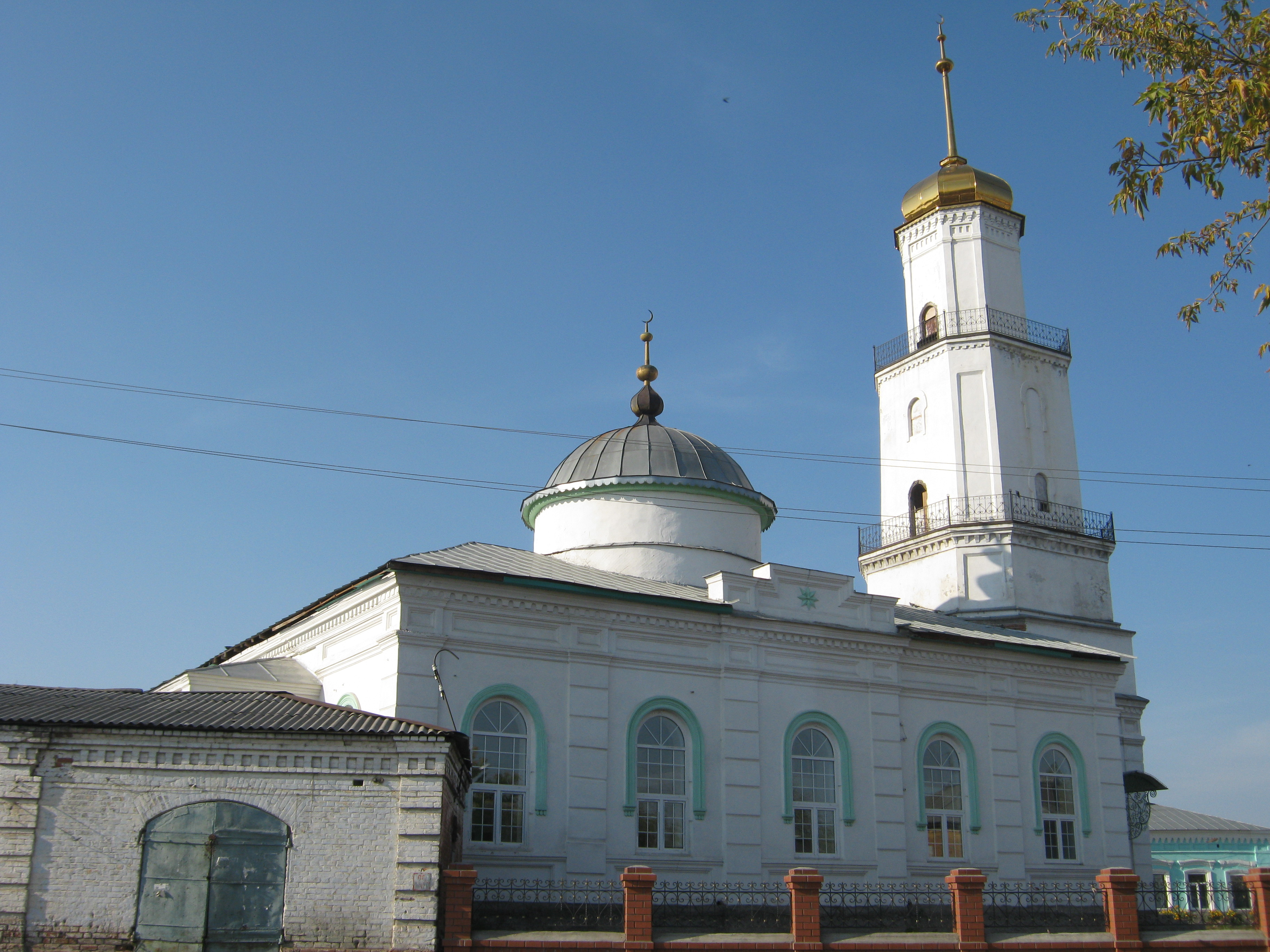
Шестая соборная мечеть Троицка, построенная в 1894—1895 годах на средства Абдулвали Яушева

Представительства:
- Москва
- Варшава

## Благотворительная и общественная деятельность
Был видным меценатом, совместно с братьями поддерживал издание литературы, строительство мечетей, развитие и модернизацию образования среди тюркских народов Российской империи.

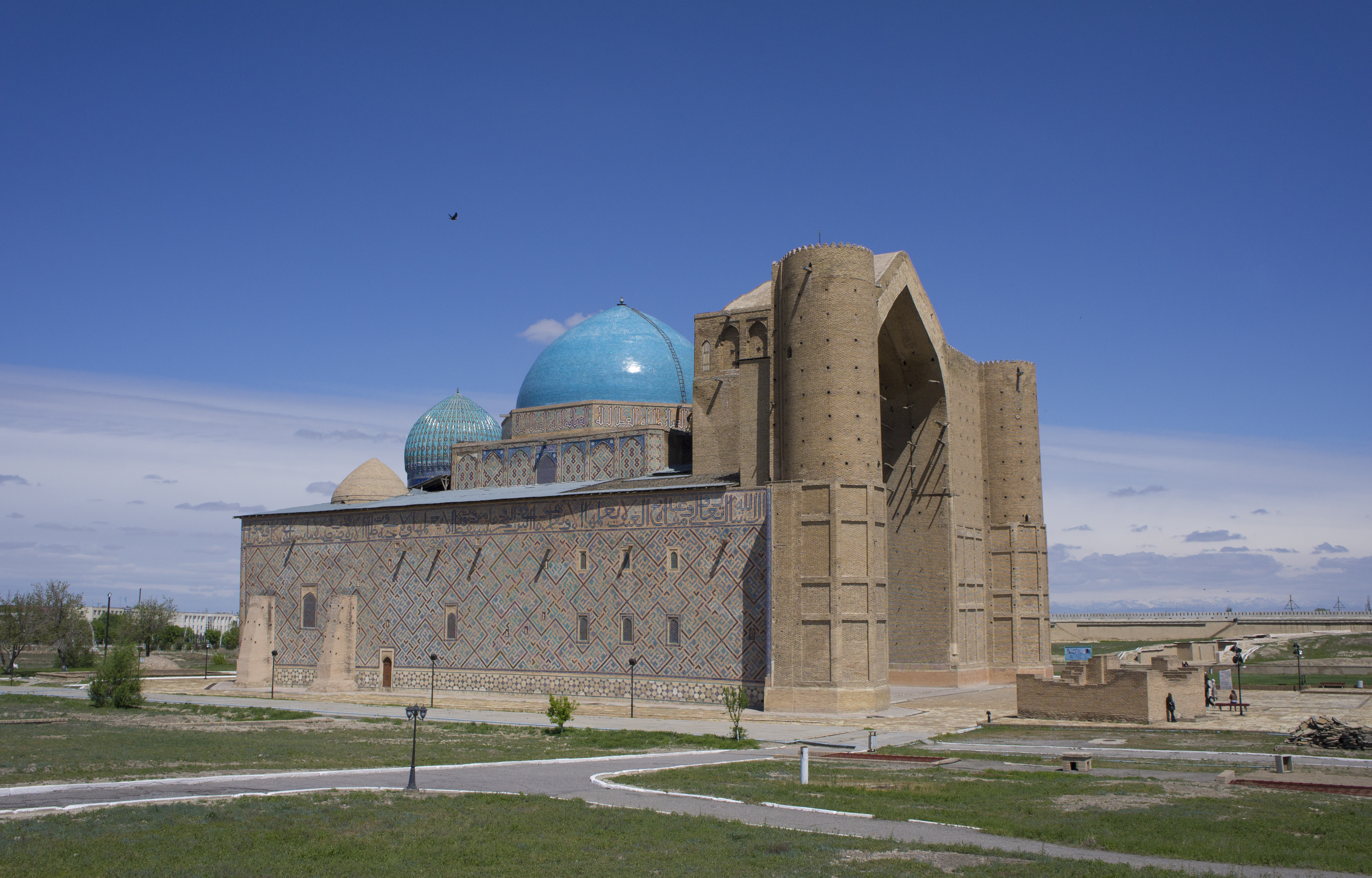
Мавзолей Ходжи Ахмеда Ясави, реставрировался на средства фирмы Яушевых в 1899 г.

В 1893 году он выделил 6000 рублей на издание в Санкт-Петербурге тысячи экземпляров сборника хадисов «Мишкат аль-масабих» («Ниша светочей»).
Абдулвали Яушев и его братья были активными участниками исламского обновленческого общественно-политического движения «джадидов». В союзе с Зайнуллой Расулевым и другими религиозными и светскими деятелями братья Яушевы стали одними из инициаторов и главных спонсоров реформирования системы мусульманского образования на Южном Урале. Они финансировали джадидские (новометодные) школы в Троицке, Верхнеуральске, Кустанае, Троицком и Челябинском уездах.
С 1885 года состоял почетным блюстителем русского класса при троицких медресе, за что был награждён медалью. По ходатайству братьев Яушевых в 1901 году этот класс был преобразован в Троицкое двухклассное русско-татарское училище.
В качестве попечителей II мечети г. Троицка в 1896 году Яушевы реформировали и спонсировали приходское медресе «Мухаммадия», превратив его в одно из лучших мусульманских учебных заведений на Урале.
В 1898 году Яушевы стали одними из инициаторов создания Троицкого мусульманского благотворительного общества. С 1901 года и до своей смерти Абдулвали Яушев был председателем этой организации.
В 1905 году был одним из участников и спонсоров Первого съезда мусульман России в Нижнем Новгороде и вошёл в состав учредителей первой мусульманской политической партии России, «Иттифак аль-Муслимин».
Помимо этого, с 1888 по 1906 гг. был гласным Троицкой городской думы. В 1895 г. вместе с представителями мусульманского духовенства был принят в Зимнем дворце для поздравления царя Николая II с восшествием на престол. Делегация преподнесла императрице в качестве подарка меха на 10 тысяч рублей.

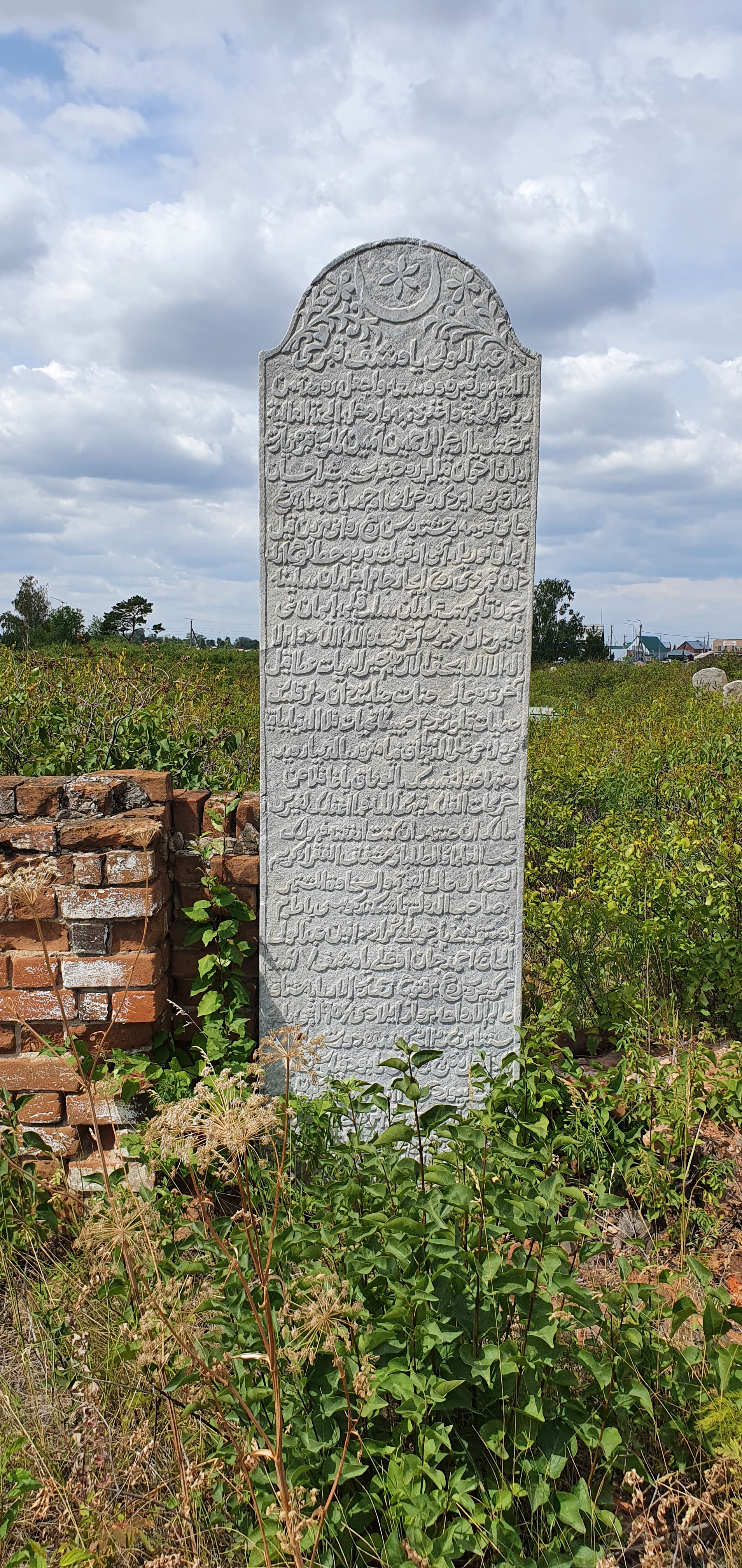
Могила Абдулвали Яушева на Старом мусульманском кладбище Троицка

Похоронен на Старом мусульманском кладбище Троицка.

## Семья
После смерти его место во главе семейной фирмы занял его брат Муллагали, руководивший фирмой Яушевых до момента национализации предприятий Яушевых после Октябрьской революции.
А. Яушев был несколько раз женат, одна из жён до революции была патронессой кустанайской женской гимназии.
- Одна из дочерей — Фатиха Аитова, общественный деятель и меценат, основательница первой татарской женской гимназии в Казани[10].
- Один из сыновей был женат на дочери Салиха Ерзина, купца и основателя Московской Соборной мечети[11].
- Двое сыновей были женаты на дочерях братьев Рамеевых из Оренбурга: дочери Закира Рамеева (также известен как поэт под литературным псевдонимом Дэрдменд) Раузе и дочери Шакира Рамеева Фатиме[12]

Некоторые потомки были репрессированы в советское время.